# Mithras van Fiano Romano
De Mithras van Fiano Romano is een marmeren bas-reliëf uit de tweede of derde eeuw met twee scenes uit de Mithrascultus. Sinds 1939 maakt het werk deel uit van de collectie van het Louvre.

## Herkomst
Het reliëf werd in 1926 gevonden tijdens een archeologische opgravingscampagne in Fiano Romano. Het was in een kleine bakstenen ruimte geplaatst, waar het opzettelijk verborgen moet zijn om het te beschermen tegen vandalisme. Hierdoor is het uitstekend bewaard gebleven.
Het reliëf kwam in het bezit van de historicus Franz Cumont, een specialist in het mithraïsme, die het dateerde tussen het begin van de tweede eeuw en het einde van de derde eeuw na Christus. In 1939 schonk hij het aan het Louvre.

## Voorstelling
Op de voorzijde van het reliëf is de tauroctonie afgebeeld, het rituele doden van een stier door de god Mithras. De staart van de stier eindigt in een korenbundel. Rondom het dier zijn een hond, een slang, een schorpioen en een kraai te zien. De bovenste hoeken worden ingenomen door een rotsgewelf, waaruit de bustes van de god Sol en de godin Luna tevoorschijn komen. Luna heeft een halve maan achter haar schouders, terwijl Sol een kroon van twaalf stralen om zijn hoofd heeft. Er loopt daarnaast een straal van de zonnegod naar Mithras.
Op de andere zijde is een banket afgebeeld met Mithras, Sol, Luna en Mithras' fakkeldragers Cautes en Cautopates. In het midden ligt een stierenhuid, waarvan de kop en een achterpoot duidelijk zichtbaar zijn. Mithras draagt oosterse kleding met de kenmerkende frygische muts. Hij houdt een lange toorts in zijn linkerhand en strekt zijn rechterhand uit achter Sol, die slechts gekleed is in een korte mantel die op de rechterschouder is vastgebonden met een fibula. Rond het hoofd van de god bevindt zich een aureool met elf stralen. Hij houdt een zweep in zijn linkerhand en strekt zijn andere hand uit naar een fakkeldrager, die hem een rhyton aanbiedt. De andere toortsdrager, net als zijn metgezel gekleed in oosterse kledij, houdt een opgeheven fakkel in zijn linkerhand en een caduceus in zijn rechter- die water of vuur uitspuwt. Ernaast is een altaar te zien met een kronkelende slang erop. In de linkerbovenhoek is een wolkachtige halve cirkel afgebeeld met daarin de buste van Luna, wegkijkend van het tafereel. Op de kleding van de fakkeldragers en van de liggende personages zijn sporen van rode verf gevonden. 
Vanaf de eerste eeuw voor Chr. tot de vierde eeuw na Chr. was het Mithraïsme zeer wijdverbreid en belangrijk in het Romeinse Rijk. Ondanks de vele vondsten die er gedaan zijn, wordt deze religie nog steeds door raadsels omringd. De Mithras van Fiano Romano is, zowel vanwege de volledigheid als de complexiteit van de symboliek, een van de beste bewaarde voorstellingen. Cumont omschreef het reliëf als "een uitzonderlijke voorstelling, die zich onderscheidt van de talrijke gewone afbeeldingen van de god van de tauroctonie." 

## Afbeeldingen

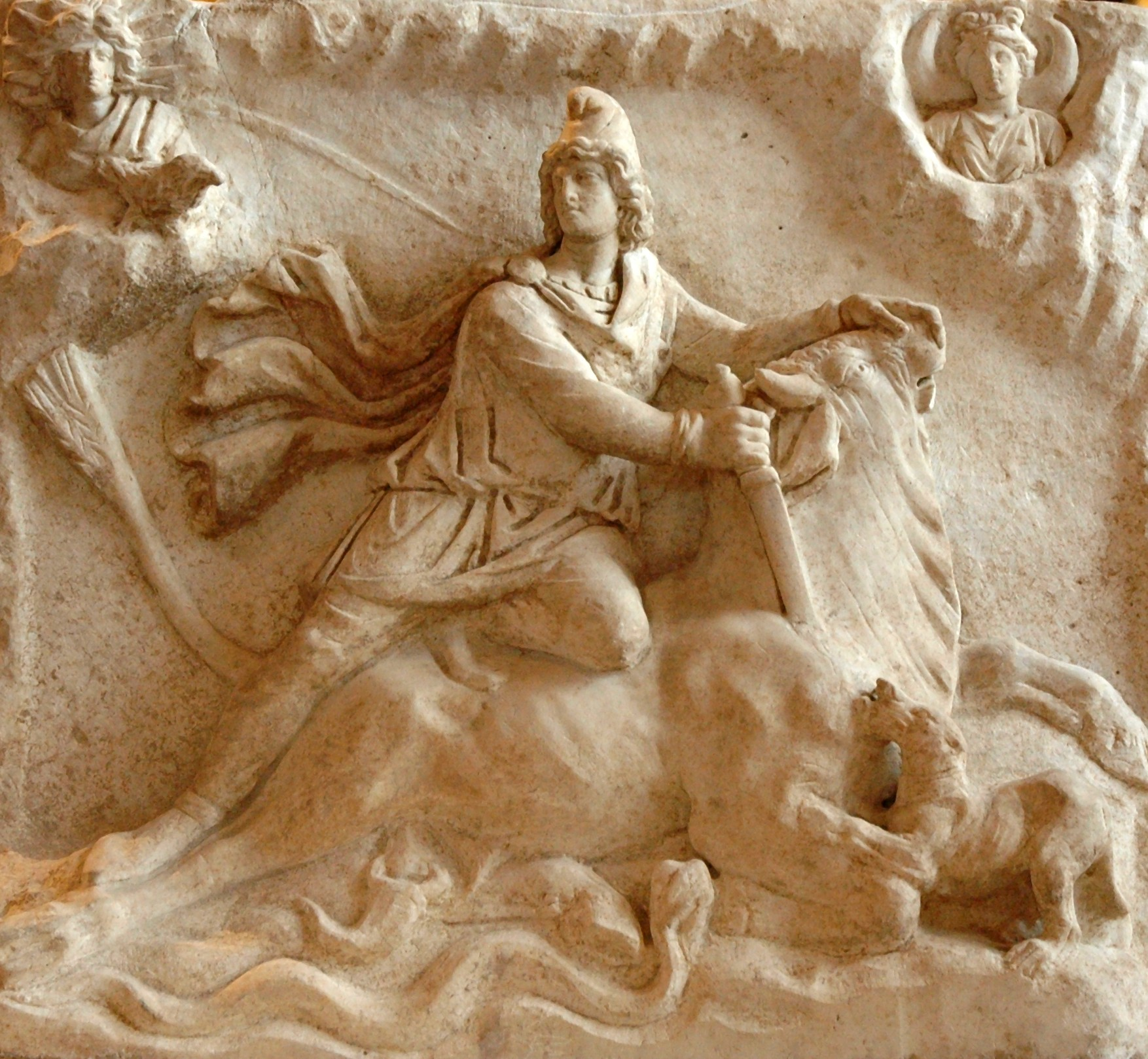
Tauroctonie
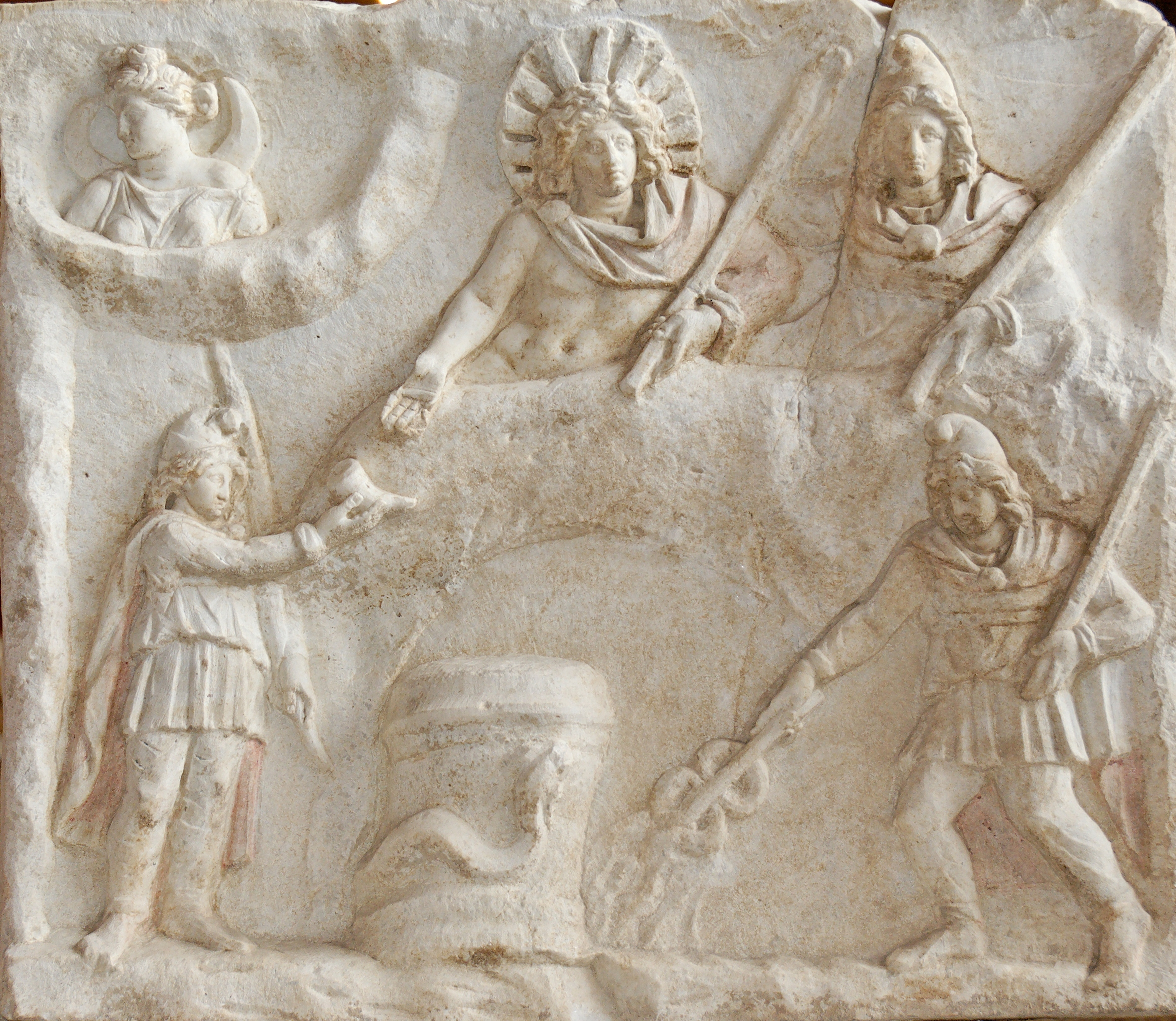
Banket